# IC 목록

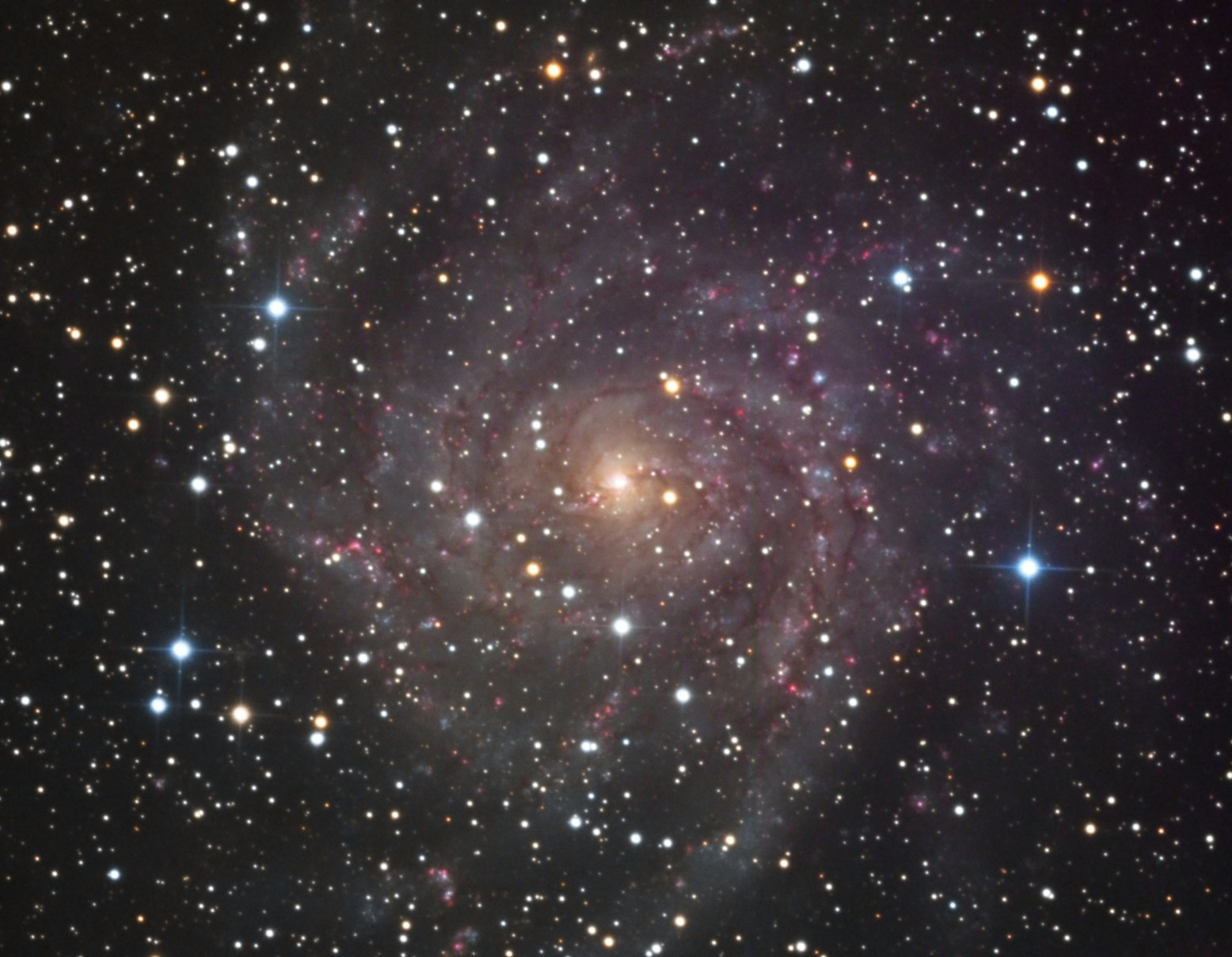
IC 천체 목록에 속해 있는 유명한 나선 은하인 IC 342이다.

IC 목록은 NGC 목록이 만들어진 후, 천문학자인 드레이어가 NGC 목록의 부록으로 만든 색인 목록 2개를 합친 것이다. 정식 명칭은  성운 및 성단에 관한 색인목록(영어: Index Catalogue of Nebulae and Clusters of Stars)이다. IC 목록(영어: Index Catalog)이라고 부른다. 모두 5,386개의 천체들이 수록되어 있다.

## 초기의 IC 천체 목록
초기의 IC 목록은 2개가 있었다. 첫 판(IC 1)은 1895년에 만들어졌는데, 1,520개의 천체가 수록되어 있었고, 두번째 판(IC 2)은 1908년에 만들어졌는데, 3,866개의 천체들이 수록되어 있었다. 이후, 이 두 목록을 합쳐서 지금의 IC 목록이 만들어진 것이다.

## IC 천체 목록
- IC 1~999
- IC 1000~1999
- IC 2000~2999
- IC 3000~3999
- IC 4000~4999
- IC 5000~5386

## 같이 보기
- 신판일반목록
- 웁살라 일반목록
- 주요 은하 목록

틀:IC 천체